# Megaselia subcarinata
Megaselia subcarinata är en tvåvingeart som beskrevs av Borgmeier 1962. Megaselia subcarinata ingår i släktet Megaselia och familjen puckelflugor. Inga underarter finns listade i Catalogue of Life.